# Vaitheeswarankoil
Vaitheeswarankoil es una ciudad y nagar Panchayat situada en el distrito de Mayiladuthurai en el estado de Tamil Nadu (India). Su población es de 7676 habitantes (2011).

## Demografía
Según el censo de 2011 la población de Vaitheeswarankoil era de 7676 habitantes, de los cuales 8013 eran hombres y 8112 eran mujeres. V aitheeswarankoil tiene una tasa media de alfabetización del 84,88%, superior a la media estatal del 80,09%: la alfabetización masculina es del 90,91%, y la alfabetización femenina del 78,71%.